# Knighty Knight Bugs
Knighty Knight Bugs es un cortometraje animado de Looney Tunes dirigido por Friz Freleng, producido por John W. Burton y estrenado el 23 de agosto de 1958. La animación estuvo a cargo de Virgil Ross, Gerry Chiniquy y Arthur Davis.
El dibujo animado ganó el Óscar al mejor cortometraje animado en 1958.

## Sinopsis
El Rey Arturo le pide a sus caballeros que recuperen la espada cantora, la cual está en manos del caballero negro (Sam Bigotes). Pero ninguno de ellos se atreve, ya que el caballero tiene como mascota a un dragón que escupe fuego, y por lo tanto era invencible. En ese momento aparece Bugs Bunny vestido de bufón y burlándose le dice al rey que "solo un tonto iría tras la espada cantora". El rey ordena a Bugs que sea él quien recupere la espada, de no ser así, lo mandaría a decapitar.
Bugs llega al castillo del caballero negro y lo encuentra durmiendo junto a su dragón. Tras encontrar la espada, se pregunta "¿me pregunto por qué la llamarán espada cantora?", en ese momento el arma comienza a emitir unos sonidos al ritmo de la canción "Cuddle up a Little Closer, Lovey Mine". Debido al sonido, Sam despierta y comienza a perseguir a Bugs con un hacha. Bugs escapa del castillo, pero es nuevamente perseguido por el caballero negro, quien ahora está montado en su dragón. El conejo vuelve a entrar al castillo dejando a Sam y su dragón fuera.
Sam intenta entrar al castillo utilizando una catapulta, pero en vez de caer a través de la ventana, se estrella contra la pared. Tras esto, utiliza una soga para escalar por uno de los muros, pero Bugs lo golpea con un mazo de madera. Al ver que ni el caballero ni su dragón están fuera del castillo, Bugs sale, pero es alertado por un estornudo del dragón y vuelve a entrar al castillo. Esta vez es perseguido por Sam y su mascota, pero los encierra en un cuarto lleno de explosivos. El dragón vuelve a estornudar, y la torre en la que estaban encerrados, se convierte en un cohete que los lleva literalmente hacia la luna.

## Curiosidades
- Es el único cortometraje de Bugs Bunny en ganar un premio Óscar.
- Este cortometraje sirvió de inspiración para la creación de la serie Ahí Viene Cascarrabias, de la cual el mismo Friz Freleng desarrolló.